# Luremo
Luremo – miasto w Angoli, w prowincji Lunda Północna.